# 李最応
李 最応（イ・チェウン、이최응、1815年3月27日 - 1882年7月24日）は、李氏朝鮮の王族で興宣大院君の兄。称号は興寅君。字は良伯、号は山響。諡号は文忠。
大院君政権では要職に就くことはなかったが、1873年に大院君の失脚で閔氏政権に登用され、1874年に左議政、翌年には領議政になった。 1880年に統理機務衙門が設置されると、その総理大臣となった。1882年の壬午事変の際に自宅を襲撃され殺害された。